# Vibrio cholerae

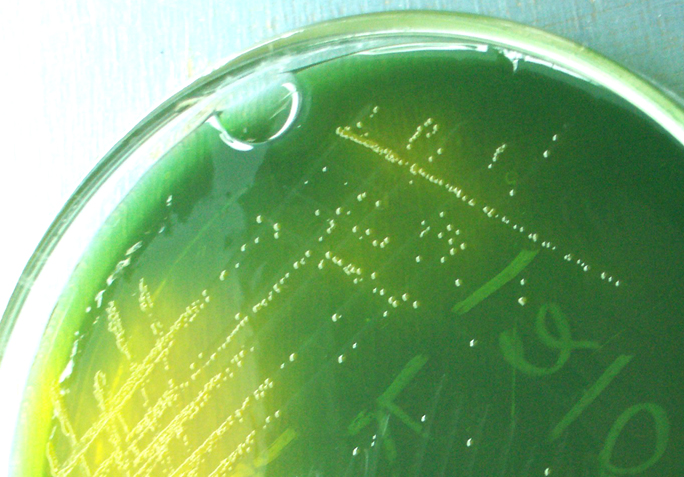
Cultivo de Vibrio cholerae em ágar TCBS.

O Vibrio cholerae, também conhecido como vibrião colérico, é o agente causador da cólera. Esta bactéria é membro do gênero Vibrio, da família Vibrionaceae. Foi descoberto em 1883 por Robert Koch, e deve seu nome à sua aparência quando observado ao microscópio óptico. As cerca de 30 espécies incluídas nesse gênero são bastonetes gram-negativos, anaeróbios facultativos, móveis, curvados em forma de vírgula, possuindo de 1,4 a 2,6 micrômetros de comprimento.
O V. cholerae pode ser encontrado naturalmente em diversos ecossistemas, na forma de vida livre ou aderido a superfícies de plantas, algas verdes filamentosas, zooplâncton, crustáceos e insetos. A espécie também pode ser encontrada dentro de comunidades multicelulares conhecidas como biofilmes, estruturas embebidas por uma matriz extracelular polissacarídica que as defendem das agressões ambientais.
A espécie V. cholerae é bem definida com base em testes bioquímicos e estudos de homologia de DNA, porém, apenas um grupo restrito de linhagens é patogênico ao homem. Cepas de Vibrio cholerae de vida ambiental são, em geral, não patogênicas, podendo desenvolver a habilidade de adaptação ao intestino humano através da aquisição de genes de virulência.

## Biologia doVibrio cholerae
O V. cholerae tem baixa tolerância a ácidos, e cresce a um pH de 8.0 a 9.5 (o qual inibe muitas outras bactérias Gram-negativas). É diferenciado de outros vibriões pelas suas características metabólicas, pela estrutura do antígeno O, e pela produção de uma potente endotoxina. As espécies patogênicas se limitam aos sorogrupos O1 e O139 (encontrado na Ásia)  e à variante eltor (encontrada na América Latina). Esta última variante apresenta uma sobrevida maior na natureza, e por suas características de patogenia, é capaz de produzir com maior freqüencia infecções subclínicas --- características que dificultam seu controle epidemiológico. Outras cepas, designadas como não O1, não O139, se associam a quadros menos freqüentes, mais brandos e não epidêmicos de diarréia.
A principal característica do V. cholerae é sua capacidade de produzir uma potente enterotoxina, cujo exato mecanismo de ação é ainda desconhecido. Estudos indicaram que uma cepa defectiva na produção desta toxina poderia ser utilizada na produção de vacinas; entretanto, em estudos com voluntários estas cepas foram capazes de produzir diarréia, levando a crer que o V. cholerae produz outras toxinas. Estas incluem a toxina zot e a toxina ace, ligadas aos genes ctxA e ctxB no cromossomo bacteriano.

### Análise clínica
O crescimento desse organismo requer meios contendo NaCl. Antes da cultura em meio sólido, um meio enriquecido, como peptona alcalina, pode ser utilizado para melhorar sua recuperação. Meios seletivos contendo sucrose --- como o meio tiossulfato, citrato e sais bileares --- são úteis para o seu cultivo. Nesse meio, o V. cholerae aparece sob a forma de colônias amarelas. O teste de susceptibilidade aos antimicrobianos pode ser feito através do método da difusão em disco em Ágar Mueller-Hinton. O CLSI (antigo NCCLS) padronizou critérios para os antibióticos: ampicilina, tetraciclina, trimetoprim-sulfametoxazol, cloranfenicol e sulfonamidas. Não existem critérios de interpretação para outros vibriões.